# Васильєва Катерина Сергіївна
Катерина Сергіївна Васильєва (* 15 серпня 1945, Москва, Російська РФСР) — радянська, російська акторка театру і кіно. Заслужена артистка Дагестанської АРСР (1972). Заслужена артистка РРФСР (1981). Народна артистка РРФСР (1987). Кавалер ордена Пошани (2010). Лауреатка ряду кінопремій і фестивалів.

## Біографія
Народилася в сім'ї відомого поета Сергія Васильєва і Олімпіади Віталіївни Макаренко (нар. 1920). Внучата племінниця педагога і письменника Антона Макаренка.
В 1962 вступила до Всесоюзного державного інституту кінематографії (майстерня В.В. Бєлокурова), в 1967 закінчила його і відразу була прийнята в трупу Московського драматичного театру ім. М. М. Єрмолової, в якій пропрацювала до 1970.
Знялася в своєму першому фільмі, будучи студенткою. Це була невелика роль у кіноповісті «На завтрашній вулиці» (1965).
Після закінчення інституту зіграла перші головні ролі в кіно: «Солдат і цариця», «Адам і Хева». У перших же ролях проявила здатність до гострої, гротескової інтерпретації образів. Неабияка майстерність дозволила їй з рівним успіхом грати як комедійні, так і характерні та драматичні ролі. 
Знялася в кількох українських кінострічках.
В 1970 перейшла працювати в Московський театр «Современник», на сцені якого виступала до 1973, коли перейшла у МХАТ.
В 1993 вирішила залишити сцену і кінематограф, і пішла послушницею в Толгський монастир. Пізніше стало відомо, що вона служить у московському храмі Софії Премудрості Божої в Середніх садівника скарбником. Духовним наставником Катерини Сергіївни став отець Володимир Волгін.
В 1996 повернулася в кінематограф, зігравши в телесеріалах «Королева Марго» (КФ «Сузір'я»: Приз за найкращу жіночу роль другого плану в телесеріалі, 1997) і «Графиня де Монсоро» королеву Катерину Медічі, а на наступний рік з'явилася в картині Валерія Прийомихова «Хто, якщо не ми». Продовжує активно зніматися.
Після приходу до віри більш обережно ставиться до вибору ролей. Дозвіл на зйомку в новому фільмі, за власним зізнанням, завжди питає у свого духовного батька.

## Особисте життя
Була одружега з режисером Сергієм Соловйовим і драматургом Михайлом Рощиним.
Син: Дмитро Рощин (нар. 1973), закінчив ВДІК, нині священник (його дружина Любов — дочка В'ячеслава Кликова). Має сім онуків.
Хрещена мати актора Владислава Галкіна.

## Фільмографія
- «Дзвонять, відкрийте двері» (1965)
- «На завтрашній вулиці» (1965, епізод)
- «Війна під дахами» (1967, Надя)
- «Врятуйте потопаючого» (1967, сусідка )
- «Пошук» (1967, Нора, подруга і колега Жені; Одеська кіностудія)
- «Журналіст» (1967, співробітниця відділу листів)
- «Солдат і цариця» (1968, цариця /  дружина шевця)
- «Любити…» (1968, подруга Ігоря)
- «Сюжет для невеликого оповідання» (1969, Овчинникова, художниця)
- «Адам і Хева» (1969, Хева)
- «Вальс» (1969, Тамара)
- «Сімейне щастя» (1969, Наталя Степанівна, дочка Чубукова)
- «Вас викликає Таймир» (1970, чергова)
- «Повернення „Святого Луки“» (1970, Поліна Рачкова, працівниця антикварного магазину)
- «Нюркине життя» (1971, Клава, робітниця-токарка)
- «Бумбараш» (1971, Софія Миколаївна, отаманша Тульчинська)
- «Місяць серпень» (1971, Тамара)
- «Єгор Буличов та інші» (1971, Олександра, молодша, побічна дочка)
- «Ця весела планета» (1973, Зет)
- «Про тих, кого пам'ятаю і люблю» (1973, Зіна Горюнова)
- «Не болить голова у дятла» (1974, Тетяна Петрівна)
- «Солом'яний капелюшок» (1974, мадам Анаїс Бопертюї, власниця капелюшка)
- «Діаманти для диктатури пролетаріату» (1975, Анна Вікторівна)
- «Крок назустріч» (1975, Люба)
- «Повітроплавець» (1975, баронеса Клотільда де Ларош)
- «Двадцять днів без війни» (1976, Рубцова, вдова Паші)
- «Життя і смерть Фердинанда Люса» (1976, Нора Люс)
- «Ви мені писали...» (1976, Міла, тележурналістка)
- «Ключ без права передачі» (1976, Клавдія Петрівна Баюшкіна, мати Юлі)
- «Звичайне диво» (1978, Емілія)
- «Будинок будується» (1978,  Галина Олександрівна Пєскова, співробітниця архітектурної майстерні)
- «Екіпаж» (1979, Анна, дружина Тимченка)
- «Дружина пішла» (1979, Соня)
- «Прийміть телеграму в борг» (1979, мати Сашеньки)
- «З коханими не розлучайтесь» (1979, Нікуліна, мати з хлопчиком, що розлучається)
- «Так і буде» (1979, майор медичної служби Анна Григорівна Греч)
- «Пізні побачення» (1980, Варвара Семенівна, подруга Віри, лікарка)
- «Рятівник» (1980, Клара)
- «Пригоди Тома Сойєра і Гекльберрі Фінна» (1981, тітка Поллі; Одеська кіностудія)
- «Други ігрищ та забав» (1981, Свиридова)
- «Що б ти вибрав?» (1981, мама Володі)
- «Вакансія» (1981, Фелісата Герасимівна Кукушкіна)
- «Проданий сміх» (1981)
- «Чарівники» (1982, Кіра Анатоліївна Шемаханська, директорка інституту)
- «Пацани» (1983, мама Зайцева)
- «Рудий, чесний, закоханий» (1984, Лора Ларссон, мама-лисиця)
- «Осінній подарунок фей» (1984, Герцогиня)
- «Преферанс по п'ятницях» (1984, Тамара)
- «Іван Бабушкін» (1985, Катерина)
- «Мій ніжно коханий детектив» (1986, Шерлі Холмс)
- «Винятки без правил» (1986, дружина Валюшина)
- «Знаю тільки я» (1986, Ангеліна, співробітниця Шереметьєва)
- «Рік теляти» (1986, Ізольда, дружина Валеріана Сергійовича)
- «Перекид через голову» (1987, Неля Чукреєва, мама Даші, акторка театру)
- «По траві босоніж» (1987)
- «Любов до ближнього» (1988)
- «Це було минулого літа» (1988, Катя, дружина Сергія Чернова, художниця; Одеська кіностудія)
- «Штани» (1988, акторка театру)
- «Візит дами» (1989, Клара Цаханассьян)
- «Божевільна Лорі» (1991, місіс Маккензі, економка в родині Макдьюї)
- «Циніки» (1991, дружина Докучаєва)
- «Мігранти» (1991, співробітниця ОВІРа)
- «Слід дощу» (1991, Тетяна)
- «Ця жінка у вікні...» (1993)
- «Графиня де Монсоро» (1995, телесеріал; Катерина Медічі, королева-мати)
- «Приходь на мене подивитися...» (2000) — КФ «Сузір'я»: Приз за найкращу головну жіночу роль (2001) та МКФ «Лістапад» в Мінську: Приз журі кінопреси «За найкращу жіночу роль» (2001)[6]
- «Дільниця» (2003)
- «Люба, діти і завод...» (2005)
- «Щастя за рецептом» (2006, Антоніна Сократівна, бабуся)
- «Проста історія» (2006)
- «Лера» (2007)
- «Головне — встигнути» (2007, Україна)
- «Анна Кареніна» (2009)
- «Іванов» (2010)
- «Ліки для бабусі» (2011, т/с, баба Люба)
- «Анна Герман. Таємниця білого янгола» (2012, Анна Фрізен, бабуся Анни)
- «Мами» (2012)
- «Легкий на спомин» (2014, Аліна Степанівна Горська) та ін.